# Vladislav Vančura
Vladislav Vančura (n. 23 iunie 1891, Háj ve Slezsku, Moravia-Silezia, Cehia – d. 1 iunie 1942, Kobylisy⁠(d), Protectoratul Boemiei și Moraviei, Cehia) a fost un important scriitor din Boemia (ceh) activ în secolul al XX-lea, care a fost ucis de naziști. Vančura a lucrat și ca regizor de film, dramaturg și scenarist.

## Anii timpurii
S-a născut la 26 iunie 1891 în Háj, lângă Opava, în Silezia austriacă (astăzi Republica Cehă), într-o familie veche de nobili necatolici; părinții săi au fost Václav Vojtěch Vančura, născut în 1856 în Čáslav, protestant, director al unei rafinării de zahăr în Háj și al Mariei Svobodová, catolică, născut în 1863 în Kluky lângă Čáslav. În 1896, familia s-a mutat la Davle, un loc minunat pe malul râului Vltava, la peste 24 de kilometri sud de Praga, unde a locuit într-o casă mare. Tatăl lui a devenit directorul unui complex de piatră și de producție de cărămizi din apropiere. În Davle, tânărul Vladislav a fost educat de un profesor de casă între anii 1898-1904. În 1905, împreună cu surorile sale mai mari s-a mutat la Praga pentru a studia acolo; Vladislav a intrat în clasa a cincea a Școlii Elementare din strada Josefská.

## Primele proze și anii adolescenței
În 1907, Vladislav a urmat cursurile Gimnaziului Regal din Praga, dar problemele legate de rutina școlară și pedagogia profesorilor l-au determinat să-l părăsească anul viitor. Între 1909 și 1910, a urmat Gimnaziul Regal în orașul Benešov, la aproximativ 50 de kilometri sud-est de Praga. Acest gimnaziu a fost o veche școală fondată în 1704 și condusă anterior de Ordinul Piarist, cu o disciplină severă și profesori rigizi. Vančura a urât foarte mult această școală. La 14 mai 1909, el a publicat prima sa nuvelă V aleji (Pe alee), în suplimentul literar al Horkého Tydenik (revista săptămânală Horký).
Studiile din Benešov s-au încheiat în 1910 cu un consilium abeundi din cauza apartenenței sale la un club secret de studenți. Părinții săi l-au trimis la Vysoké Mýto pentru a fi ucenic la un librar, Čermák. S-a simțit deprimat și a visat să devină pictor. În 1911, a studiat tehnologia fotografiei în Praga și a început cursuri la Școala de Arte și Meserii, dar nu a reușit să intre în Academia Regală de Arte și a început o carieră ca pictor. El a vrut să se sinucidă pentru că părinții lui doreau să fie ofițer marin sau soldat. Din cauza bolii mamei sale, Vladislav s-a întors la Davle. În 1912 a studiat privat la domiciliu și a terminat examenele clasei a IV-a și a V-a de gimnaziu. În anul următor a studiat în Gimnaziul Regal de pe strada Křemencová din Praga și a terminat clasa a VI-a. Între anii 1914 și 1915 a fost din nou student la Gimnaziul Regal din orașul Lesser din Praga, unde a susținut examenul final la 6 iunie 1915. 

## Studii universitare, jurnalism
În octombrie 1915, Vladislav a intrat la Facultatea de Drept a Universității Caroline din Praga, dar acest lucru l-a plictisit. În iarna anului 1916 a studiat medicina la aceeași universitate; în timp ce familia sa s-a mutat de la Davle într-un conac de țară la Humburky, nu departe de Praga, iar Vladislav s-a întâlnit cu Ludmila „Lida” Tuha, o tânără de 19 ani studentă la medicină. În 1917, grupul de pictori Tvrdošíjní a fost fondat de Josef Čapek, Jan Zrzavý, Václav Špála, Vlastimil Hofman, Bedřich Feuerstein, Zdeněk Rykr și alți apropiați ai lui Vladislav. El a scris despre aceștia, iar Josef Čapek a devenit ilustratorul cărții sale ulterioare Rozmarné léto (Vară capricioasă) în 1926. Între 1 octombrie și 31 decembrie 1918, Vladislav a practicat medicina într-un spital din Německý Brod. Câteva zile mai târziu, pe 3 octombrie, a publicat proza scurtă Ráj (Paradis) în revista lui S. K. Neumann Červen (Iunie) și a lucrat la o carte de basme Kolébka (Leagăn) și la o piesă de teatru, Iason. În 1919, Vladislav s-a întors la Praga pentru a-și continua studiile universitare; în 1919-1920 a publicat mai multe recenzii de artă în cotidianul České Slovo (Lumea cehă). 

## Anii 1920 și marile sale romane

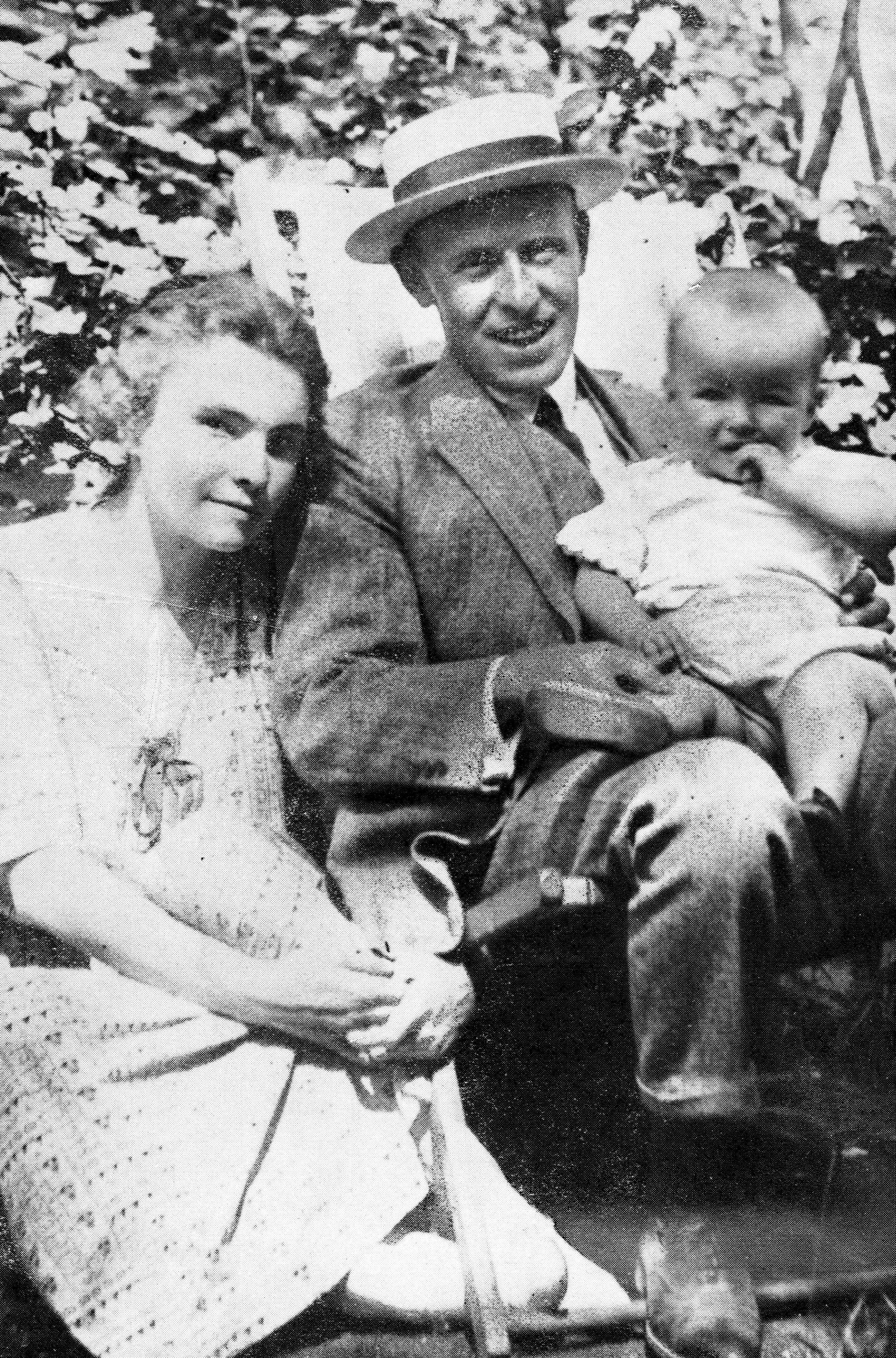
Vladislav Vančura și soția sa Ludmila Vančurová în 1923

La 2 iunie 1921, Vladislav și Lída au absolvit ca doctoranzi în medicină și s-au căsătorit la 16 august 1921. În toamnă, s-au mutat la Zbraslav, unde au deschis o școală de practică chirurgicală. În 1923, Vladislav a publicat o carte cu povestiri scurte Amazonský proud (Curentul Amazonului). Mai importantă a fost cea de-a doua carte de povestiri, publicată în 1924, Dlouhý, Široký a Bystrozraký (Ochi lungi, largi și strălucitori), aceasta conține texte excelente precum Cesta do světa (Călătorie prin lume) sau F.C. Ball. A treia carte, Pekař Jan Marhoul (Brutarul Jan Marhoul), publicată în 1924, l-a transformat într-un mare autor în ochii cititorilor. Este primul roman al lui Vančura și probabil cea mai bună poveste despre viața tragică a unui brutar bogat, care este într-o continuă cădere în lipsuri și moarte, în ciuda blândeții și a bunătății sale. Povestea este scrisă cu un limbaj extraordinar și un stil strălucit. În 1925, Vančura a publicat romanul Pole orná a válečná, iar în anul următor, în 1926, romanul Rozmarné léto care a devenit un bestseller. Este o poveste plină de umor despre trei bărbați - un colonel, un preot și un băiat - în timpul vacanțelor de vară ploioase. În 1967, cartea a fost ecranizată cu succes ca Vară capricioasă de regizorul ceh Jiří Menzel, care a jucat de asemenea rolul lui Arnoštek în acest film. În 1928, Vančura a scris cel de-al patrulea său roman, Poslední soud (Ultima Judecată), publicat în 1929, în această perioadă el a construit noua sa vilă în stil funcționalist alb în Zbraslav, proiectată de arhitectul Jaromír Krejcar, soțul jurnalistei, traducătoarei și prietenei lui Franz Kafka, Milena Jesenská.

## Anii 1930 și marile sale romane

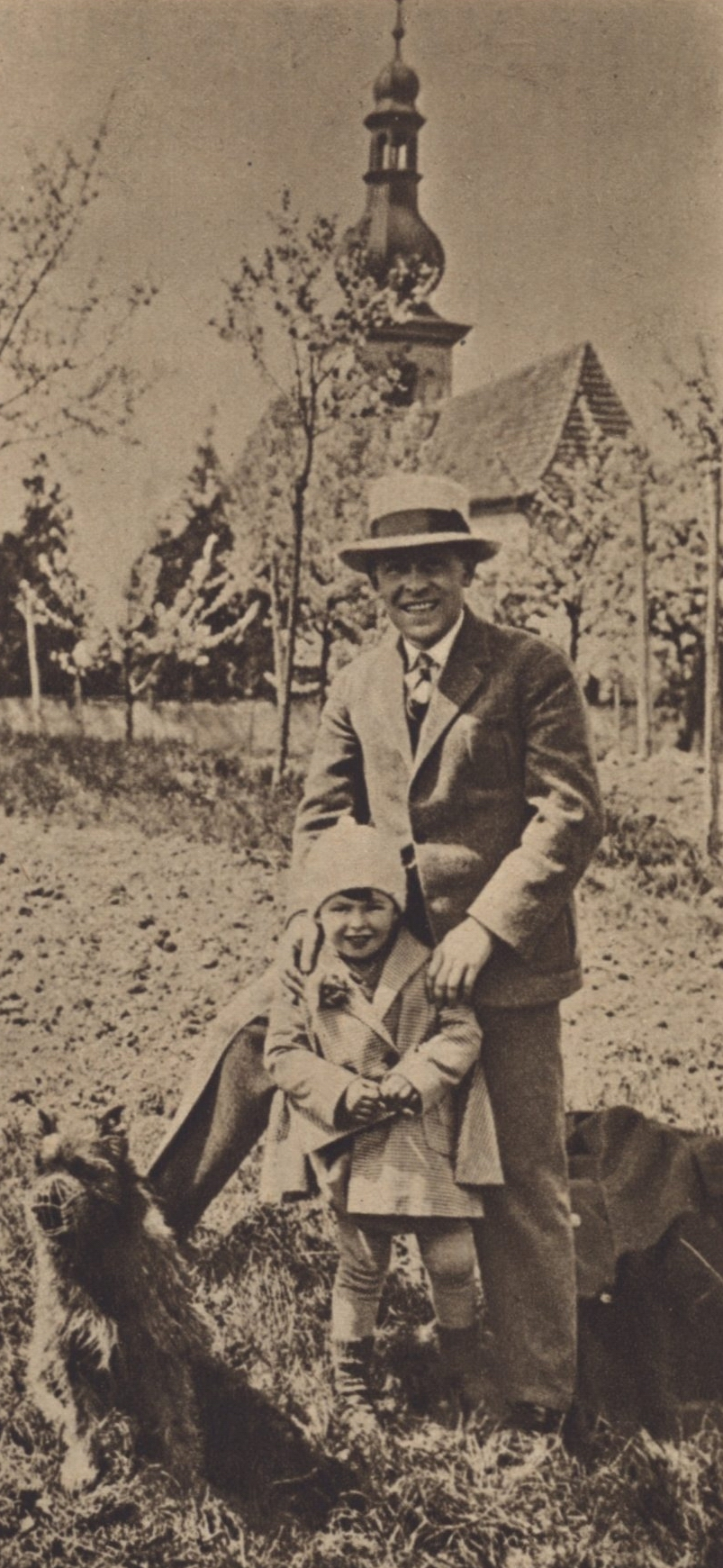
Vladislav Vančura și fiica sa în 1927

Cel de-al cincilea roman al lui Vančura Hrdelní př aneb Přísloví, publicat în 1930 de Editura Aventinum, Praga, nu a fost foarte popular în timpul său; este cel mai complicat dintre romanele lui Vančura, genul de roman care se află la limita dintre un roman cu detectivi și un tratat de noetică. Din punct de vedere lingvistic, această carte este o problemă serioasă pentru traducători datorită sutelor de proverbe vechi folosite în text; există o singură traducere astăzi - în limba poloneză. În 1931, romanul Markéta Lazarová a fost publicat și a devenit un bestseller. Romanul a fost inspirat de o poveste adevărată din Evul Mediu despre cavalerii familiei Vančura care se aflau într-un război privat cu alți nobili și cu orașul regelui Mladá Boleslav. Vančura a dedicat această carte vărului și prietenului său, Jiří Mahen. În 1967, cartea a fost ecranizată cu succes de regizorul František Vláčil. În același an (1931), Vančura a publicat și o carte de basme Kubula a Kuba Kubikula (Kubula și Kuba Kubikula), care a rămas populară zeci de ani și a fost ecranizată ca un serial de animație de televiziunea cehoslovacă în 1986. Activitatea lui Vančura a continuat anul următor, în 1968, când a publicat romanul Útěk do Budína, o poveste contemporană despre dragoste, căsătorie și viața unei femei din clasa de mijloc din Praga și a unui nobil slovac. Romanul a fost ecranizat în 2002 de Miloslav Luther. În 1934, au fost publicate alte două cărți ale lui Vladislav Vančura: Luk královny Dorotky, o colecție de povestiri scurte și Konec starých časů (Sfârșitul timpurilor vechi), un roman bestseller, satiric și plin de umor despre viața la țară în Boemia în primii ani ai republicii (această carte a fost, de asemenea, ecranizată cu succes de Jiří Menzel în 1989 ca Sfârșitul vremurilor vechi). În 1934, Vancura a regizat filmul Marika Nevernice, bazat pe o povestire de Ivan Olbracht. Odată cu romanul Sfârșitul timpurilor vechi, s-a încheiat și perioada celor mai bune cărți ale lui Vančura. Următoarele două cărți, piesa de teatru Jezero Ukerewe (Lacul Ukerewe) din 1935 și o carte sub influența socialism denumită Tři řeky (Trei râuri) din 1936, nu au avut succes.

## Anii 1940, criza politică și războiul
În martie 1938, Adolf Hitler a anexat Austria. Prietenul lui Vančura, traducătorul și dramaturgul Otokar Fischer a murit de un atac de inimă când a aflat despre acest lucru; iar Vancura i-a scris un necrolog în revista Literární listy. În 1938, i-a fost publicat Rodina Horvátova (Familia Horvat), un roman despre viața a trei generații a unei familii de nobili, dar acesta nu a atras interesul cititorilor, datorită crizei politice. În decembrie 1938, Vančura a participat la înmormântarea lui Karel Čapek, faimosul scriitor și prietenul său, care a murit din cauza problemelor psihologice și de sănătate cauzate probabil de stresul pe care l-a experimentat ca urmare a capitulării Cehoslovaciei . 
Vančura a intrat în mișcarea culturală puternică antihitleristă și a început să scrie cartea Obrazy z dějin národa českého (Imagini din istoria națiunii cehe); primele sale părți au fost publicate și apoi au devenit un bestseller și un simbol al rezistenței. La 15 martie 1939, restul Cehoslovaciei a fost ocupat de Hitler, iar o săptămână mai târziu, pe 22 mai, romancierul Jiri Mahen s-a sinucis ca un protest împotriva nazismului. 
Vančura a fost membru al Partidului Comunist din Cehoslovacia. Ca răspuns la ocupația germană a Cehoslovaciei, Vančura s-a alăturat unui grup de rezistență comunist secret în toamna anului 1939. Pe data de 12 mai 1942, la ora 5:00 AM, agenți Gestapo au atacat casa lui din Zbraslav, l-au arestat și l-au torturat în sediul Gestapo din Praga. La 27 mai 1942, un comando de partizani cehoslovaci parașutați de britanici au provocat moartea lui Reinhard Heydrich, guvernatorul lui Hitler în Praga. Ca urmare, a început un val de represalii, în următoarele săptămâni au fost executați peste 2000 de membri ai elitei cehe. Unul dintre ei a fost Vančura, executat de membrii SS în zona militară Praga-Kobylisy la 1 iunie 1942 la ora 6:45 PM. Corpul său împreună cu multe alte cadavre a fost aruncat în secret în Crematoriumul din Strašnice.

## Lucrări scrise

### Romane
- Pekař Jan Marhoul (1924)

Tradusă în limba română ca Balada lui Jan, Editura Univers 1977.
- Pole orná a válečná (1925)
- Rozmarné léto (1926). Ecranizare în 1968 de Jiří Menzel.
- Poslední soud (1929)
- Hrdelní pře anebo přísloví (1930)
- Markéta Lazarová (1931). Ecranizare în 1967 de Frantisek Vláčil.

Tradusă în limba română ca Marketa, fiica lui Lazar, Editura Univers, 1984.
- Útěk do Budína (1932)
- Konec starých časů (1934). Ecranizare în 1989 de Jiří Menzel.
- Tři řeky (1936)

Tradusă în limba română ca Trei râuri, Editura Pentru Literatura Universală 1966.
- Rodina Horváthova (1938)
- Obrazy z dějin národa českého (1939–1940)

### Colecție de povestiri
- Amazonský proud (1923)
- Dlouhý, Široký a Bystrozraký (1924)
- Luk královny Dorotky (1934). Ecranizare în 1970 de Jan Schmidt.
- Občan Don Quijote (publicat după moartea lui 1961)
- Kněz Gudari
- Kosmas (publicat după moartea lui în 1962)
- Kubula a Kuba Kubikula (1931) Adaptare ca un serial de animație în 1986.

### Teatru
- Učitel a žák (1927)
- Nemocná divka (1928)
- Alchymista (1932)
- Jezero Ukereve (1935)
- Josefína (1941)
- Pražský žid (postum)

Postum au mai apărut și lucrările Vědomi souvislosti (1958); Hry (1959); Řad nové tvorby (1972).

## Filmografie
Ca regizor
- Před maturitou (1932), regizat împreună cu Svatopluk Innemann
- Na sluneční straně (1933)
- Marijka nevěrnice (1934)
- Naši furianti (1935)
- Láska a lidé (1937), regizat împreună cu Václav Kubásek
- Nikola Šuhaj lupežník